# پیتر نوئر
پیتر نوئر (انگلیسی: Peter Noever؛ زادهٔ ۱ ژانویهٔ ۱۹۴۱) معمار و طراح و مجری اتریشی است که در بسیاری از هنرها، معماری و رسانه فعالیت می‌کند. از سال ۱۹۸۶ تا ۲۰۱۱ مدیر هنری و مدیرعامل MAK Museum موزه هنرهای کاربردی و هنرهای معاصر اتریش در وین بود.

## زندگی
نوئر در اینسبروک متولد نشده‌است. از سال ۱۹۷۵ تا ۱۹۹۳ نوئر به عنوان مدرس تجزیه و تحلیل طراحی در آکادمی هنرهای زیبا وین کار کرد. در سال ۱۹۸۲ او مجله معماری با عنوان UMRISS (رئوس مطالب) راه اندازی کرد.